# Ashford (Alabama)
Ashford é uma cidade localizada no estado americano do Alabama, no Condado de Houston.

## Demografia
Segundo o censo americano de 2000, a sua população era de 1853 habitantes. 
Em 2006, foi estimada uma população de 1952, um aumento de 99 (5.3%).

## Geografia
De acordo com o United States Census Bureau, a localidade tem uma área de 15,8 km², sem área coberta por água. Ashford localiza-se a aproximadamente 96 m acima do nível do mar.

## Localidades na vizinhança
O diagrama seguinte representa as localidades ao redor de Ashford. Marcas amarelas indicam localidades com mais de vinte mil habitantes, enquanto marcas pretas indicam localidades com menos de vinte mil habitantes.